# جزیره وارد هانت
جزیره وارد هانت (به انگلیسی: Ward Hunt Island) یک جزیره در کانادا است که در نوناووت واقع شده‌است. جزیره وارد هانت خالی از سکنه‌ست و ۴۱۵ متر بالاتر از سطح دریا واقع شده‌است.